# Б'єрн Кірхайзен
Б'єрн Кірха́йзен  (нім. Björn Kircheisen, 6 серпня 1983) — німецький лижний двоборець, олімпійський медаліст.

## Виступи на Олімпіадах
| Олімпіада           | Дисципліна                            | Місце |
| ------------------- | ------------------------------------- | ----- |
| Солт-Лейк-Сіті 2002 | командні                              | 2     |
| Солт-Лейк-Сіті 2002 | особисті                              | 5     |
| Солт-Лейк-Сіті 2002 | спринт                                | 9     |
| Турин 2006          | командні                              | 2     |
| Турин 2006          | особисті                              | 7     |
| Турин 2006          | спринт                                | 7     |
| Ванкувер 2010       | нормальний трамплін / 10 км, особисті | 22    |
| Ванкувер 2010       | великий трамплін / 10 км, особисті    | 20    |
| Ванкувер 2010       | командні                              | 3     |